# Strahlhorn
Lo Strahlhorn (4.190 m s.l.m.) è una montagna delle Alpi Pennine. Si trova nel Massiccio del Mischabel ai confini con il massiccio del Monte Rosa. Si presenta come una massiccia montagna di neve e di roccia.

## Caratteristiche

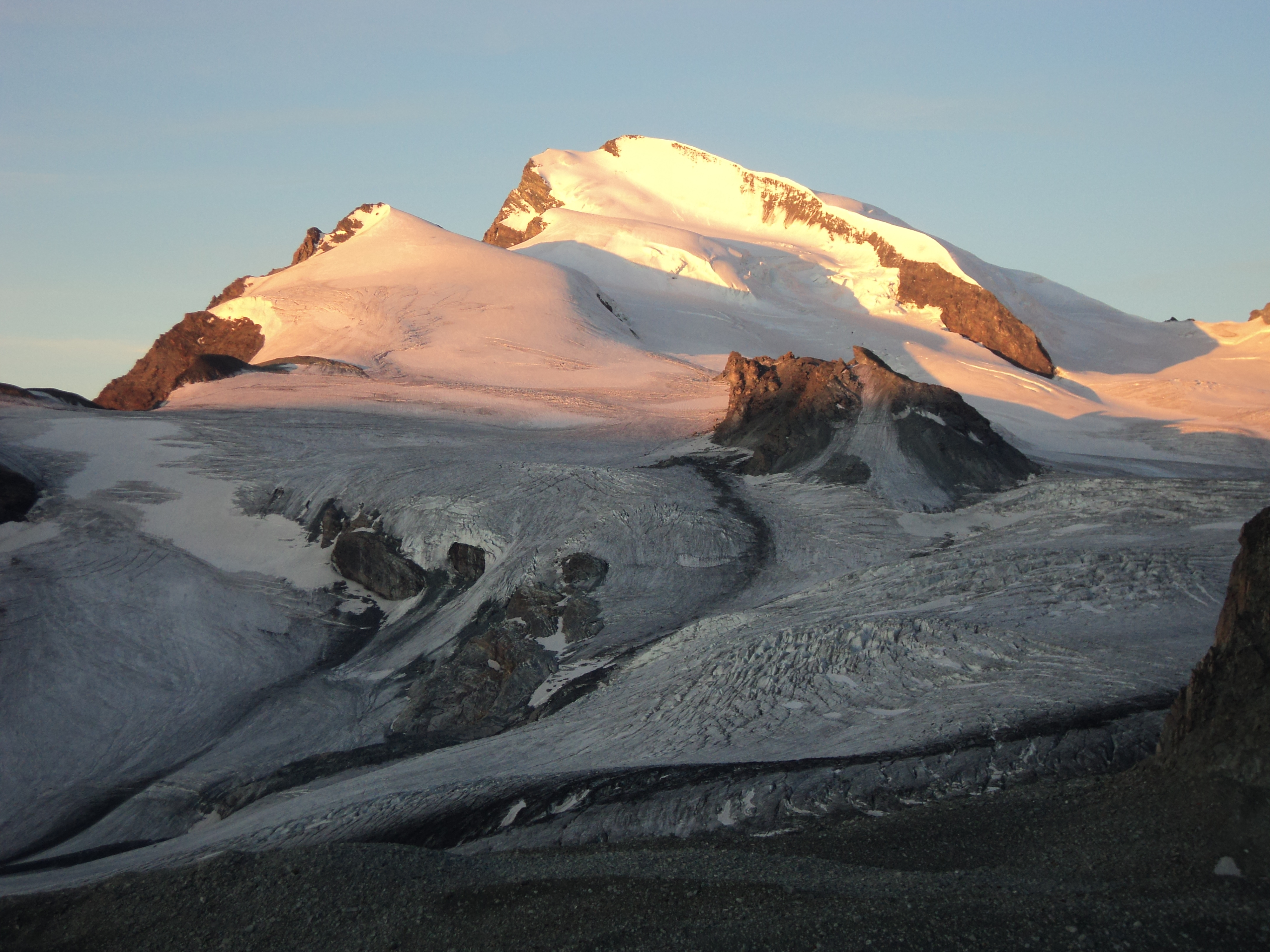
La montagna vista dalla Britanniahütte. Sulla destra l'Adlerpass.

Si trova a nord del Schwarzberg-Weisstor (3.535 m) (valico che divide il Massiccio del Mischabel dal massiccio del Monte Rosa) ed a sud dell'Adlerpass (3.789 m).
Il versante sud si presenta come parete di roccia mentre quello nord è ammantato completamente dai ghiacciai.

## Salita alla vetta
La prima scensione alla vetta è stata realizzata il 15 agosto 1854 da Christopher Smyth, Ulrich Lauener, Edmund J. Grenville e Franz-Josef Andenmatten.

### Via normale

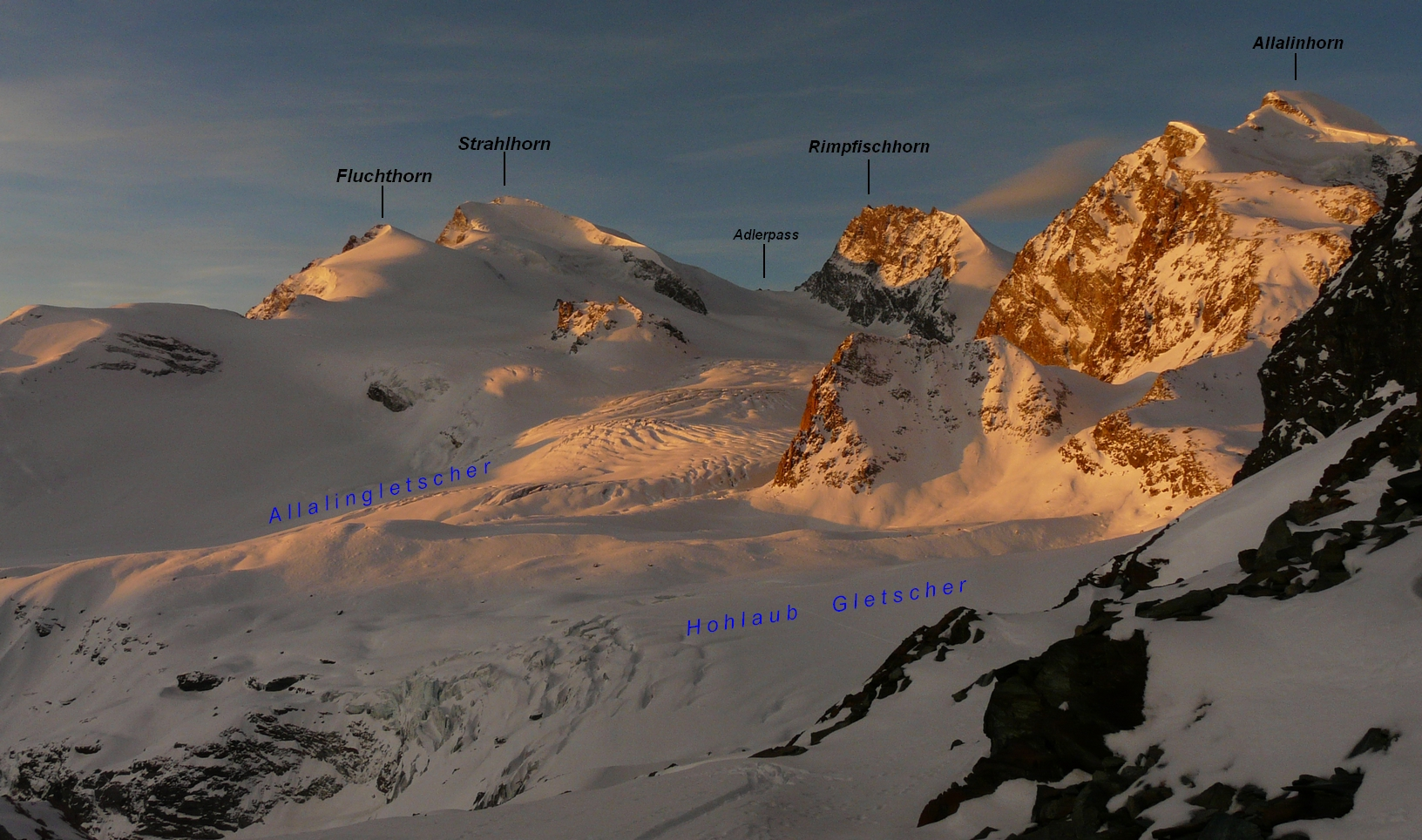
Visione dalla Britanniahütte con indicati i passaggi chiave della salita.

La via normale di salita alla vetta inizia dalla Britanniahütte (3.030 m), la quale è accessibile da Saas Fee eventualmente utilizzando gli impianti funiviari.
Dal rifugio ci si abbassa di circa 100 metri e poi si attraversa l'Hohlaubgletscher, passando sotto lo sperone collocato alla base dell'Hohlaubgrat (3144 m). In seguito si mette piede sull'Allalingletscher e lo si risale fino all'Adlerpass (3.789 m) andando in direzione sud-ovest. Poco dopo il passo ci si collega con la cresta nord-ovest della montagna e la si percorre facilmente fino alla vetta.
Nel suo complesso la via pur essendo molto lunga (circa 16 km tra l'andata ed il ritorno) è giudicata con grado di difficoltà alpinistica PD.

### Via degli inglesi
Provenendo dall'Italia si può partire dal Bivacco Città di Luino e salire il versante sud della montagna seguendo la cosiddetta via degli inglesi. Dal bivacco si contorna il versante sud dello Schwarzberghorn per potersi affacciare al versante sud dello Strahlhorn. Si sale il versante al meglio secondo le condizioni. La via è giudicata AD.